# Adaptace

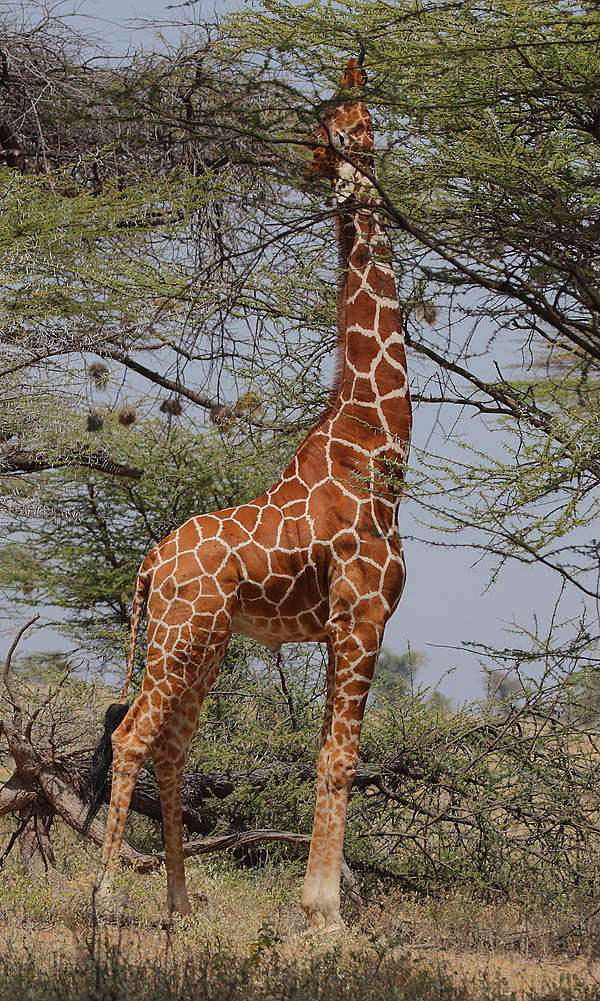
Žirafí krk je nesporně adaptace; může být adaptací na sběr listů z koruny stromu nebo nástrojem pohlavního výběru

Adaptace je evoluční proces, při němž se daný organismus (resp. druh) přizpůsobuje vnějším podmínkám a dalším faktorům, které panují v místě jeho výskytu (tzv. areál). Díky adaptaci umožněné přirozeným výběrem vznikají účelné (nikoli však účelové) vlastnosti. Tím se biologická evoluce do značné míry liší od jiných forem evoluce (např. evoluce jazyků). Přirozený výběr je totiž „schopen“ vybírat z náhodně vznikajících mutací ty, jež jsou výhodné a užitečné.
Adaptací se však často myslí i osvojování si nových evolučních strategií a procházení genetickými mutacemi do nových forem.
Vlastnosti se někdy mohou stát adaptivními až poté, co vznikly – tento jev se označuje jako preadaptace (a jí vzniklé znaky exaptace) a obvykle se jedná o vlastnosti, které měly původně jiný účel a vznikly v jiném selekčním kontextu. Jindy mohou adaptivní znaky vzniknout jako spandrely, tedy vývojová omezení, která až posléze získala svůj evoluční význam.
Výsledkem adaptace jsou adaptivní vlastnosti – tedy vlastnosti účelné.
Schopnost organismu přizpůsobit se se nazývá adaptabilita. Adaptalita je vlastnost rozvinutá (více či méně) u všech živých organismů a nesmírně významná vlastnost všech druhů Homo.
Autoři publikace Homo adaptabilis: lidé jsou přizpůsobiví rozlišují mezi adaptabilitou pasivní (instinktivní), adaptabilitou aktivní a adaptabilitou kreativní (racionální). Uvádějí, že kreativní adaptace je doplňována adaptabilitou společenskou (sociální).
- pasivní adaptabilita je součástí evoluce a je vlastností rozvinutou (více či méně) u všech živých organismů;
- aktivní adaptabilita nenahrazuje pasivní adaptabilitu, koexistuje s ní; určité druhy živých organismů pro své dobro cíleně napodobovaly některé procesy probíhající v přírodě (např. záměrné vytváření kamenných nástrojů druhy Homo, počínaje druhem Homo habilis, užívání zbraní a organizování různých typů lovu zvěře druhem Homo erectus);
- kreativní adaptabilita se naplno rozvíjí u druhu Homo sapiens, určité její formy lze zaznamenat již u Homo erectus; je typická záměrným přetvářením prostředí a spolu s ní existuje i pasivní a aktivní adaptabilita;
- společenská (sociální) adaptabilita je nepostradatelná při vytváření pravidel trvalého usídlení; může mít dominantní postavení, zejména když se vytvářejí velké vládnoucí celky se složitými strukturami.[4]

Homo sapiens se liší od všech organismů svou vysokou mírou adaptability, svou vlastností přizpůsobovat se velmi účinně změnám prostředí a obecněji změnám okolních struktur. Nadto má ke schopnosti přizpůsobovat se také schopnost přizpůsobovat si.
Homo sapiens adaptabilis je termín, který sociologie a socioantropologie užívá pro schopnost lidí orientovat se v současné společnosti, v nových technologiích a pro schopnost zvládat stres po stránce existenční a v řídicích strukturách.